# Pallavolo ai IV Giochi centramericani e caraibici
La pallavolo ai IV Giochi centramericani e caraibici si è disputata durante la IV edizione dei Giochi centramericani e caraibici, che si è svolta a Panama, a Panama, nel 1938.

## Podi
| Evento                         | Oro        | Argento    | Bronzo |
| Pallavolo maschile (dettagli)  | Porto Rico | Messico    | Cuba   |
| Pallavolo femminile (dettagli) | Messico    | Porto Rico | Panama |